# Perigrapha (vlinder)
Perigrapha is een geslacht van nachtvlinders uit de familie Noctuidae.

## Soorten
- P. albilinea Draudt, 1950
- P. annaus Varga & Ronkay, 1991
- P. asymmetrica Varga, 1990
- P. brunnea
- P. centralasiae Bartel, 1906
- P. cilissa Püngeler, 1917
- P. cincta
- P. circumducta (Lederer, 1855)
- P. craspedophora Boursin, 1969
- P. duktana Draudt, 1934
- P. extincta Kononenko, 1989
- P. flora Hreblay, 1996
- P. heidi Hreblay, 1996
- P. hoenei Püngeler, 1914
- P. i-cinctum (Denis & Schiffermüller, 1775)
- P. icinctum Schiffermüller, 1776
- P. irkuta
- P. kofka Hreblay, 1996
- P. mithras Wiltshire, 1941
- P. mundoides Boursin, 1940
- P. nigrocincta Hreblay & Ronkay, 1997
- P. nyctotimia Boursin, 1969
- P. pallescens
- P. pallida
- P. pamiricola Hreblay & Kononenko, 1995
- P. plumbeata
- P. rorida Frivaldszky, 1835
- P. scriptobella Hreblay, 1996
- P. sellingi Fibiger, Hacker & Moberg, 1996
- P. slovenica
- P. sugitanii
- P. triangulifera Warren, 1915
- P. uniformis Draudt, 1950
- P. unimaculata
- P. wimmeri Hacker, 1996
- P. wolfi Hacker, 1988
- P. yoshimotoi Hacker & Hreblay, 1996